# Régions de Grèce antique

Régions de la Grèce continentale.

Les régions de Grèce antique sont des régions identifiées comme étant des divisions géographiques peuplées par des Grecs dans l'Antiquité. Ces derniers ont l'idée d'appartenir à un même ensemble géographique par delà leurs différences dialectales ou leurs rivalités politiques. De nos jours, le terme « Grèce antique » renvoie de manière implicite à l'actuelle Grèce (ou République hellénique), dont les îles ioniennes et égéennes, incluant des territoires peuplés par les Grecs sur les côtes anatolienne et thrace. Ces régions sont décrites dans les travaux des historiens et géographes antiques, ainsi que dans les légendes et les mythes des anciens Grecs. Les régions d'outre-mer colonisées par les Grecs en Italie du sud (Grande-Grèce), en Gaule du sud, autour de la mer Noire ou en Cyrénaïque ne sont pas prises en compte ici.
Toutes les régions ne possèdent pas de limites claires. Certaines, en particulier dans le Péloponnèse, peuvent être considérées comme des unités géophysiques distinctes, bien définies par des frontières physiques, telles que des chaînes de montagnes et des rivières. Ces régions ont conservé leur identité et leur délimitation, même après les migrations durant les siècles obscurs. À l'inverse, la subdivision régionale de la Grèce centrale ne repose pas sur des frontières physiques clairement établies. En dehors du Péloponnèse et de la Grèce centrale, les divisions géographiques ont changé au fil du temps, suggérant un lien étroit avec l'identité tribale, comme en Macédoine ou en Épire. Au fil des siècles, les régions ont acquis une signification géopolitique et les institutions politiques réunissant les cités d'une même région (comme les ligues achéenne ou étolienne) sont devenues courantes aux époques classique et hellénistique.
Ces subdivisions traditionnelles forment la base du système moderne des districts régionaux de Grèce. Cependant, il existe des différences importantes, de nombreuses petites régions anciennes n'étant pas représentées dans l'Organisation territoriale de la Grèce.

## Grèce centrale

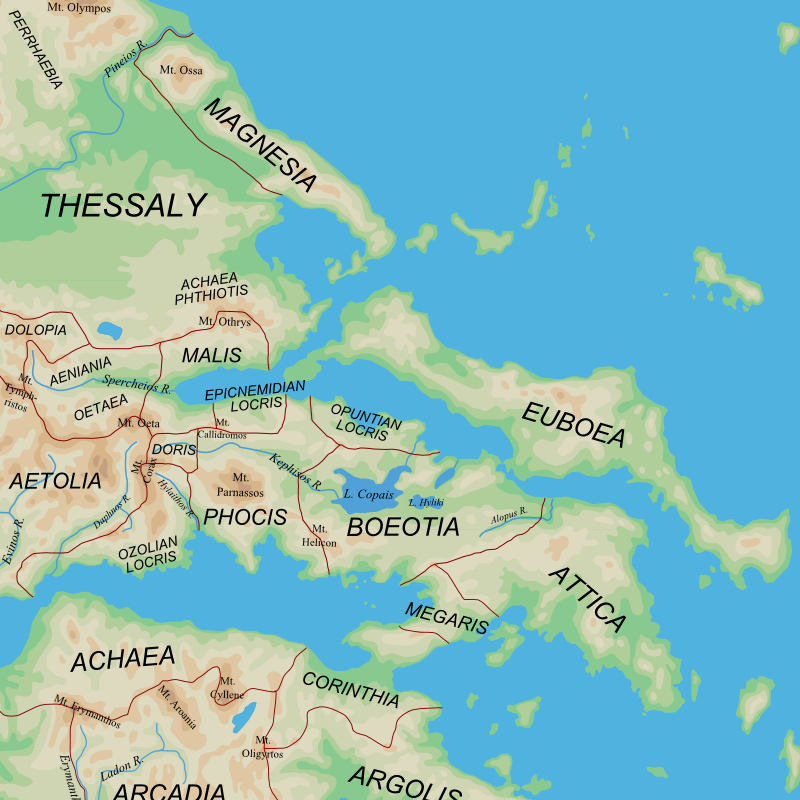
Régions de Grèce centrale.

Cette région correspond à l'actuelle Grèce-Centrale, l'un des treize des périphéries de Grèce actuelle et inclut également ici l'Attique. La division de la Grèce centrale entre la Béotie, la Phocide, la Doris et la Locride, ne repose pas sur des frontières physiques et semble plutôt suivre d'anciennes réparations tribales ; néanmoins, ces régions ont survécu au bouleversement du « Moyen Âge grec », montrant qu'elles n'ont pas forcément de connotations politiques.

### Acarnanie
L'Acarnanie (Ἀκαρνανία / Arcanania) est une région du centre-ouest de la Grèce qui se situe le long de la mer Ionienne, à l'ouest de l'Étolie, avec le fleuve Achéloos pour frontière, et au nord du golfe de Calydon, qui est l'entrée du golfe de Corinthe. Aujourd'hui, il forme la partie occidentale de l'unité régionale de l'Étolie-Acarnanie. La capitale et principale cité antique est Stratos. Le côté nord de l'Acarnanie du golfe de Corinthe est considéré comme faisant partie de la région d'Épire. Dans la mythologie grecque, la fondation de l'Acarnanie est traditionnellement attribuée à Acarnan, fils d'Alcméon.

### Énianie
L'Énianie (Αἰνιανία / Ainiania) est une petite région du sud de la Thessalie dont elle est parfois considérée comme faisant partie. Les régions d'Énianie et d'Œtée (dans la région du mont Œta) sont étroitement liées, toutes deux occupant la vallée du Sperchios. Les limites de ces deux régions ont été formées par l'arc de terrain élevé allant à l'ouest du mont Œta jusqu'au mont Tymphreste, puis au nord jusqu'aux sources du Sperchios, puis à l'est jusqu'à l'éperon ouest du mont Othrys.

### Étolie
L'Étolie (Αἰτωλία / Aitolia) est séparée de l'Acarnanie par le fleuve Achéloos à l'ouest. Au nord, elle a une frontière avec l'Épire et la Thessalie, à l'est avec la Locride ozolienne. Au sud, l'entrée du golfe de Corinthe définit les limites de l'Étolie. À l'époque classique, l'Étolie comprend deux parties : l'ancienne Étolie à l'ouest, de l'Achéloos au fleuve Événos et Calydon ; et la nouvelle Étolie à l'est, de l'Événos et Calydon à la Locride ozolienne. Le pays a une région côtière plate et prospère, mais un intérieur improductif et montagneux. Les montagnes abritent de nombreuses bêtes sauvages et a acquis la renommée dans la mythologie d'être une scène de la chasse au sanglier de Calydon. Au IVe siècle av. J.-C., les Étoliens ont formé la puissante Ligue étolienne.

### Apérantie
L'Apérantie (Ἀπεραντία / Aperantia) est une petite région d'Étolie, située au sud de la Dolopie.

### Attique
Le nom de l'Attique (Ἀττική / Attikè) serait dérivé d'Attis, fille de Cranaos, deuxième roi légendaire d'Athènes. L'Attique est délimitée à l'est par la mer Égée, à l'ouest par la Mégaride et le golfe Saronique et au nord par la Béotie, avec laquelle elle est séparée par une chaîne de montagnes. Son extrémité méridionale est constituée du cap Sounion. Elle possède un dialecte spécifique, l'attique dérivé de l'ionien. Unifiée par Athènes à l'époque archaïque, elle est considérée comme l'une des régions les plus importantes de la Grèce antique.

### Béotie
La Béotie (Βοιωτία / Boiôtia), avec Thèbes pour capitale, est l'un des principales régions, et les plus peuplées, de Grèce antique. Elle est décrite dans le Catalogue des vaisseaux dans l'Iliade. Les Béotiens parlent un dialecte éolien. La Béotie comprend deux massifs montagneux, celui du Parnasse à l'ouest et celui de l'Hélicon au sud. Elle comprend une plaine assez vaste autour du lac Copaïs.

### Dolopie
La Dolopie (Δολοπία / Dolopias) est une région montagneuse située au située au nord d'Étolie et au sud de la Thessalie. Il tire son nom des Dolopes qui habitent au pied du Pinde.

### Doride
La Doride ou Doris (Δωρίς / Dôris) est une petite région montagneuse délimitée par l'Étolie, le sud de la Thessalie, la Locride et la Phocide. La région a été peuplée par les Doriens.

### Eubée
L'Eubée (Εὔϐοια / Euboia) est en superficie la deuxième des îles grecques après la Crète. Elle est située en mer Égée, en face de l'Attique et de la Béotie. La cité principale est Chalcis. À l'époque archaïque, l'Eubée est confrontée à l'une des premières guerres de la Grèce antique documentée : la guerre lélantine (710 à 650 av. J.-C.) entre Chalcis et Érétrie.

### Locride
La Locride (Λοκρίς / Lokris) s'étend des frontières de la Thessalie et de la passe des Thermopyles jusqu'au golfe d'Eubée. La partie orientale (« qui habite contre l'Eubée sacrée »), est décrite dans le Catalogue des vaisseaux de l'Iliade.

### Mégaride
La Mégaride (Μεγαρίς / Mégaris) forme un isthme entre l'Attique à l'est, la Béotie au nord et la Corinthie à l'ouest. Les monts Géraniens dominent le centre de la région. Ses habitants sont considérés comme des marins aventureux. La capitale, Mégare est célèbre pour le marbre blanc et l'argile fin.

### Œtée
L'Œtée (Οἰταία / Oitaia) est un petit district de montagne, situé autour du mont Œta au sud de la Thessalie, dont elle est parfois considérée comme en faisant partie. Elle est étroitement liée à l'Énianie avec laquelle elle partage la vallée de Sperchios.

### Phocide
La Phocide (Φωκίς / Phôkís) est située à l'ouest de la Béotie. Abritant le sanctuaire panhellénique de Delphes, cette région est considérée comme une terre sacrée.

## Péloponnèse

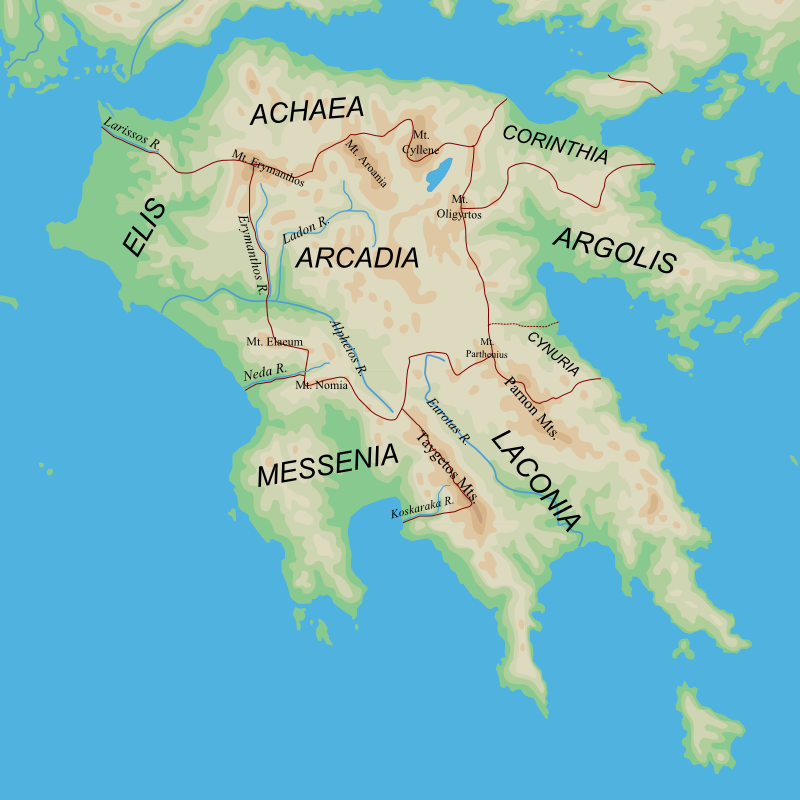
Régions du Péloponnèse.

Le Péloponnèse, qui fait partie du cœur traditionnel de la Grèce, est une grande péninsule formant la pointe sud des Balkans. Il est relié au « continent » grec par l'isthme de Corinthe. Le Péloponnèse est classiquement divisé en sept régions, qui restent utilisées comme unités régionales de la Grèce moderne. La plupart de ces régions sont directement nommées dans le « Catalogue des vaisseaux » de l'Iliade, ce qui suggère que cette division géographique du Péloponnèse est très ancienne et remonte à la civilisation mycénienne. À l'époque classique les régions de la région se regroupent dans la Ligue du Péloponnèse sous domination spartiate.

### Achaïe
L'Achaïe (Αχαΐα / Akhaïa) est la région la plus septentrionale du Péloponnèse, occupant la bande côtière au nord de l'Arcardie. Au sud, elle borde l'Arcadie le long de la crête de terrains élevés allant du mont Érymanthe au mont Cyllène. À l'est, elle borde Corinthe près de Sicyone ; à l'ouest la rivière Larissos ainsi que la crête ouest du mont Érymanthe forment la frontière avec l'Élide. En dehors de la plaine autour de Dymé, à l'ouest, l'Achaïe est généralement une région montagneuse. Au IVe siècle av. J.-C. est fondée la Ligue achéenne, la plus puissante des confédérations de la Grèce antique.

### Arcadie
L'Arcadie (Ἀρκαδία / Arkadía) occupe les hautes-terres au centre du Péloponnèse, avec pour régions limitrophes : l'Achaïe, l'Argolide, la Corinthie, la Laconie et la Messénie. La plus grande partie de la région est montagneuse, à l'exception des plaines autour de Tégée et Mégalopolis, et des vallées des rivières Alpheios et Ladon. En raison de son caractère isolé et montagneux, l'Arcadie semble avoir été un refuge culturel. Pendant les siècles obscurs, lorsque le dialecte dorien a été introduit dans le Péloponnèse, la langue plus ancienne, qui fait partie du groupe arcadochypriote, a apparemment survécu en Arcadie. Hérodote dit que les Arcadiens sont des Pélasges, le nom grec des habitants indigènes qui habitent en Grèce avant l'arrivée des tribus helléniques. Dans la mythologie grecque, la région est présentée comme la patrie du dieu Pan. L'Arcadie est mentionnée dans le Catalogue des vaisseaux de l'Iliade.

### Argolide
L'Argolide (Ἀργολίς / Argolís), qui tient son nom de la cité d'Argos, occupe la partie orientale du Péloponnèse, principalement la péninsule d'Argolide, ainsi que la région côtière à l'est de l'Arcadie et au nord de la Laconie. Au nord, la frontière avec le territoire de Corinthe est un peu plus perméable, et ces territoires ont parfois été considérés ensemble, comme c'est le cas chez Pausanias. Mycènes est située en Argolide. L'Argolide n'est pas explicitement mentionnée dans le Catalogue des vaisseaux de l'Iliade, mais ses grandes cités sont répertoriées ensemble sous la direction de Diomède.

### Corinthie
La Corinthie (Κορινθία / Korinthía), dont le nom est associé à la cité de Corinthe, se situe de chaque côté de l'isthme de Corinthe. Sur le côté nord de l'isthme, elle est délimitée par le monts Géraniens, qui la sépare de Mégare. Du côté péloponnésien de l'isthme, la Corinthie est délimitée par l'Achaïe à l'ouest et au sud par l'Argolide. La frontière entre l'Argolide et la Corinthie est plutôt floue, et dans les temps anciens comme modernes, ces régions souvent sont considérées ensemble. La Corinthie n'est pas explicitement citée dans le « Catalogue des vaisseaux » de l'Iliade, mais les grandes cités de la région sont répertoriées ensemble sous la direction d'Agamemnon.

### Élide
L'Élide (Ἦλις / Êlis) occupe la partie ouest et la plus plate du Péloponnèse. Au nord-est, elle borde l'Achaïe, le long de la Larissos et de l'Érymanthe ; à l'est, la frontière avec l'Arcadie longe l'Érymanthe et la Diagon jusqu'au mont Élaeum. De là, sa frontière avec la Messénie longe la rivière Néda jusqu'à la mer. L'Élide n'est pas mentionnée explicitement dans le Catalogue des vaisseaux de l'Iliade (Élis n'est utilisé que pour le nom de la cité) ; mais les grandes cités de la région sont répertoriées ensemble.

### Laconie
La Laconie (Λακωνική / Lakōnikế), également appelée Lacédémone occupe la partie sud-est du Péloponnèse. La région est une longue vallée : ses principales limites ont été formées par les chaînes de montagnes du Parnon et du Taygète. Sa limite ouest, jouxtant la Messénie, longe la rivière Koskaraka depuis le sud d'Abia, jusqu'à la chaîne du Taygète, puis au nord le long de la crête du Taygète. La frontière nord avec l'Arcadie s'étend entre les contreforts du Taygète et du Parnon. Au nord-est de la chaîne de Parnon, la région côtière de Cynurie, qui appartient à l'origine à l'Argolide, fait partie de la Laconie depuis l'époque classique. Au sud la longue vallée débouche sur le golfe de Laconie. Elle est citée sous le nom de Lacédémone dans le Catalogue des vaisseaux de l'Iliade. Pendant la période classique, la Laconie est dominée par Sparte, ses habitants étant des périèques.

### Messénie
La Messénie (Μεσσηνία / Messēnía) occupe la partie sud-ouest du Péloponnèse. Au nord, elle possède une frontière avec l'Élide, le long de la rivière Néda. La frontière nord avec l'Arcadie se poursuit alors entre les contreforts du Taygète, mais la source de la rivière Alpheios se trouvait à l'extérieur de la Messénie. La frontière orientale avec la Laconie longeait la crête Taygète jusqu'à la rivière Koskaraka, puis le long de cette rivière jusqu'à la mer, près de la ville d'Abia (sans doute la ville d'Elia moderne). Pendant l'époque classique, la Messénie est dominée par Sparte, ses habitants étant des périèques.

## Thessalie

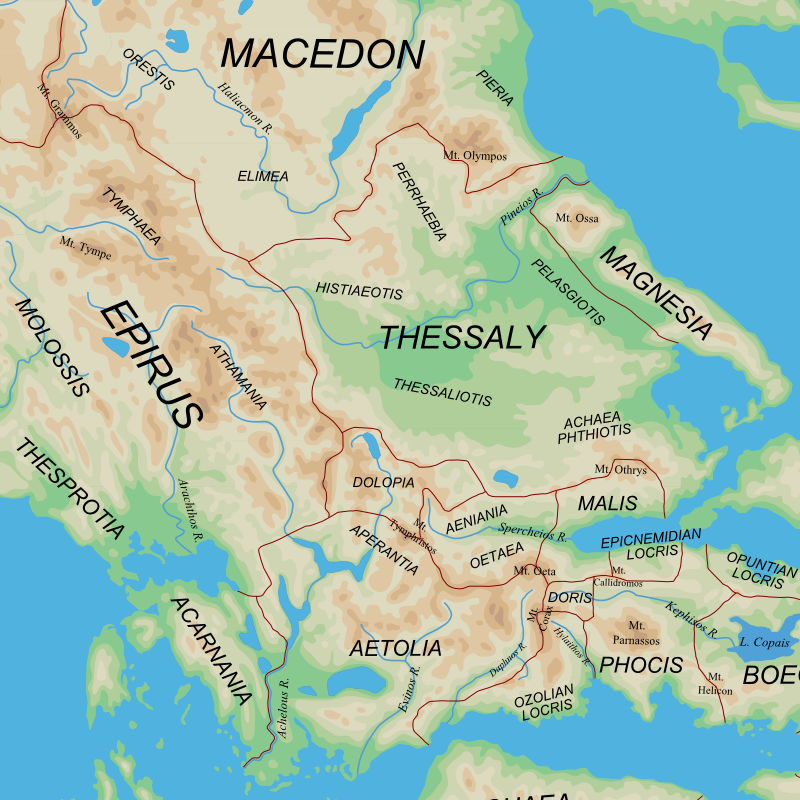
Régions du centre-ouest, du nord et de l'ouest de la Grèce antique, dont la Thessalie.

La Thessalie (Θεσσαλία / Thessalía) correspond pour la plus grande partie au bassin hydrographique du Pénée et compte deux grandes plaines, celle de l'actuelle Karditsa à l'ouest et celle de Larissa à l'est. Elle est entourée à l'ouest par le massif du Pinde et au nord-est par les monts Olympe et Ossa, à l'est par les monts Pélion et les collines de Magnésie, au sud-est par le golfe Pagasétique et au sud par le mont Othrys. La Thessalie est l'une des rares régions de Grèce où est pratiqué l'élevage des chevaux, d'où l'importante cavalerie dont disposent les Thessaliens. Pendant la période mycénienne, la Thessalie est connue sous le nom d'Éolie, du nom d'une des quatre principales tribus de la Grèce, les Éoliens qui parlent un dialecte distinct. Depuis l'époque archaïque, la Thessalie est divisée en quatre grandes régions (tétrade) : la Thessaliotide, la Phthie, la Pélasgiotide et l'Histiéotide. Celles-ci sont réunies dans la Confédération thessalienne.

### Histiéotide
L'Histiéotide est bornée au nord par le pays des Perrhœbes, dont le séparent les monts Cambuniens, à l'est par la Pélasgiotide, au sud par le Pénée, qui le sépare de la Thessaliotide, et à l'ouest par le Pinde, qui le sépare de l'Épire.

### Magnésie
La Magnésie (Μαγνησίας / Magnésias), qui tire son nom de la tribu des Magnètes, est située sur les bords du fleuve Pénée, près du mont Pélion le long du golfe Pagasétique. Les Magnètes sont mentionnés dans le Catalogue des vaisseaux de l'Iliade.

### Malis
La Malis (Μαλίς / Malis) est situé au sud de la Thessalie à l'embouchure de la rivière Spercheios. Ses habitants, les Maliens, sont tributaires de la Confédération thessalienne. La région a donné son nom au golfe Maliaque.

### Pélasgiotide
La Pélasgiotide (Πελασγιῶτις / Pelasgiōtis) s'étend en Thessalie de la vallée de Tempé, au nord, jusqu'à la cité de Phères, au sud. Elle a pour ville principale Larissa, la plus grande de Thessalie. Dans la région se trouvent les collines de Cynocéphales, célèbres pour la bataille du même nom.

### Perrhébie
La Perrhébie est le district le plus au nord de la Thessalie où vit la tribu des Perrhèbes. Les principales villes antiques en sont : Pythion, Doliche, Azorus, Elassóna et Phalanna qui est la capitale. La Perrhébie fait partie du royaume de Macédoine du IVe au Ier siècle av. J.-C.

### Phthie
La Phthie ou Phthiotide (Φθιώτιδα / Phthiôtida) est située au sud-est de la Thessalie, au fond du golfe Maliaque. Elle a pour cité principale Lamia qui a donné son nom à la guerre lamiaque. La région est mentionnée dans le Catalogue des vaisseaux de l'Iliade. Dans la mythologie grecque, Myrmidon est un roi de Phthie.

### Thessaliotide
La Thessaliotide (Θεσσαλιῶτις / Thessaliôtis) s'étend dans la plaine centrale de Thessalie, le long de la rivière Pénée. Elle aurait été appelée ainsi parce qu'elle a été occupée par les Thesprotes venus d'Épire, dont le roi légendaire est Thessalos, fils d'Héraclès. D'autres origines mythologiques ont été proposées.

## Épire

L'Épire durant l'Antiquié grecque.

L'Épire (Ήπειρος / Épeiros) est une région montagneuse partagée actuellement entre la Grèce et l'Albanie. Elle correspond au versant occidental de la chaîne du Pinde jusqu'à la mer Ionienne, entre le golfe Ambracique au sud et les monts Cérauniens au nord. Le nom de l'Épire vient du mot signifiant « continent » (terra firma) en grec ancien. ces habitants, les Épirotes, ont des origines multiples, avec une dominante illyrienne dans le nord et grecque dans le sud. Selon la Géographie Strabon, l'Épire antique est formée de 14 tribus (éthnē) parmi lesquelles on distingue trois principales : les Molosses, les Chaoniens et les Thesprotes.

### Athamanie
L'Athamanie (Ἀθάμανία / Athamania) est une région montagneuse d'Épire méridionale qui s'étend sur le versant nord du Pinde dans la haute vallée de l'Achéloos, entre le territoire des Molosses et la plaine thessalienne. Le nom viendrait du héros de la mythologie grecque, Athamas. À l'époque classique les Athamaniens interviennent dans les conflits de la Grèce en s'alliant avec les Thébais. La région passe sous le contrôle des Éacides puis entre en relation diplomatique soutenue avec le royaume de Macédoine et Rome dans le contexte des guerres de Macédoine.

### Chaonie
La Chaonie (Χαονία / Chaonia) se situe dans la partie nord-ouest de l'Épire ; elle est la patrie de la tribu grecque des Chaoniens,, considérée comme la deuxième tribu la plus importante d'Épire après celle des Molosses. Sa principale ville est Phœnicè. Selon l’Énéide de Virgile, Chaon, un héros troyen, est l'ancêtre éponyme des Chaoniens.

### Dassarètes
Les Dassarètes (Δεξάροι / Dexaroi) sont une ancienne tribu grecque de l'Épire, appartenant à la branche des Chaoniens et vivant du mont Amyron (ou mont Tomorr) au lac Lychnitis (ou lac Ohrid) à la frontière avec l'Illyrie.

### Molossie
Les Molosses (Μολοσσοί / Molossoi) sont la principale tribu grecque d'Épire ; elle peuple la région centrale de l'Épire depuis l'époque mycénienne,. Sur leur frontière nord-ouest, ils ont les Chaoniens et sur leur frontière sud, les Thesprotes ; au nord se trouvent les tribus illyriennes. Durant les époques classique et hellénistique, la tribu est dirigée par la dynastie éacide.

### Parauaea
La Parauaea (Παραυαία / Paranuaia) est une région d'Épire située au nord de la Chaonie.

### Thesprotie
La Thesprotie (Θεσπρωτίας / Thésprotias) est une région du sud de l'Épire ; elle porte le nom de la tribu antique des Thesprotes.

### Tymphée
La Tymphée (Τυμφαία / Tymphaia) est une région du nord-est de l'Épire. Elle est habitée par les Tymphéens, une tribu grecque qui est apparentée aux Molosses.

## Macédoine

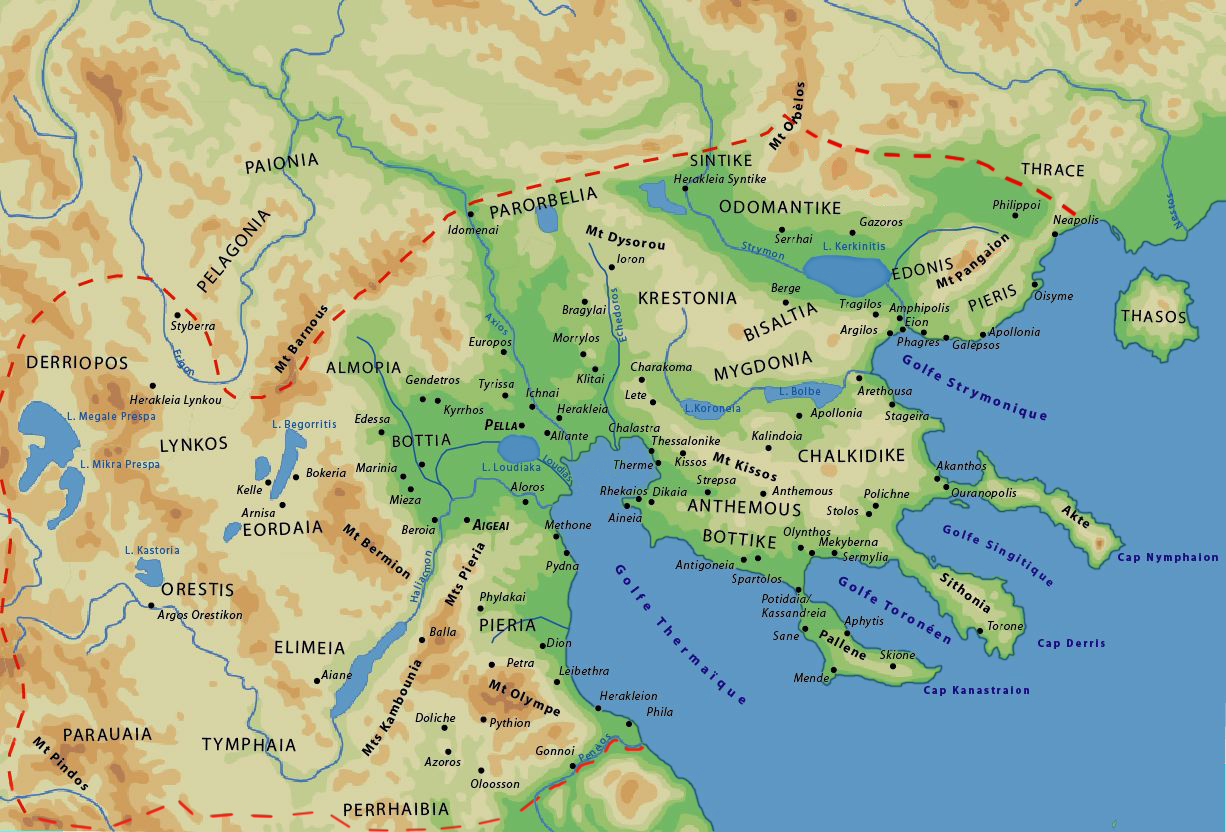
Régions de Macédoine antique

La Macédoine (Μακεδονία / Makédonia) est une région et un ancien royaume centré dans la partie nord-est de la Grèce antique. Elle est bordée par l'Épire à l'ouest, la Péonie au nord, la Thrace à l'est et la Thessalie au sud. Le royaume s'étend à ses débuts, au VIIe siècle av. J.-C., autour du golfe Thermaïque (ou golfe de Salonique), de la grande plaine alluviale d'Émathie formée par le fleuve Axios (actuel Vardar) à la plaine, plus petite, de Piérie. La Haute-Macédoine (dont l'Orestide et la Lyncestide), région de hauts plateaux, est à l'origine formée de principautés indépendantes. Pendant deux siècles la frontière orientale correspond à l'Axios. À partir du Ve siècle av. J.-C., les Macédoniens commencent la conquête des territoires situés à l'est de ce fleuve, les côtes étant alors occupées par des colonies grecques et l'intérieur des terres par des peuplades thraco-illyriennes, dont principalement les Bottiens et les Odomantes.

### Almopie
L'Almopie (Αλμωπία / Almopia) est une région de Macédoine située au nord de la grande plaine centrale de Basse-Macédoine. Le nom de la région provient des Almopes, une tribu péonienne qui y habite à l'origine et qui a été expulsée au Ve siècle av. J.-C.

### Bisaltie
La Bisaltie (Βισαλτία / Bisaltia) est une région de Macédoine, bordée par la Sintice au nord, la Crestonie à l'ouest et la Mygdonie au sud ; elle est séparée par le fleuve Strymon de l'Odomantice, au nord-est, et de l'Édonis, au sud-est. Elle fait partie de la Thrace macédonienne.

### Bottiée
La Bottiée (Βοττιαία / Bottiaia) est une région historique de Macédoine, située sur la rive droite de l'Axios, en Basse-Macédoine (aujourd'hui en Macédoine-Centrale grecque). Les Bottiens sont probablement des Thraco-Illyriens « indigènes ». La cité la plus importante de la région est Pella.

### Chalcidique
La Chalcidique (Χαλκιδική / Khalkidiké) est une région de Macédoine formée de trois péninsules : Cassandra, Sithonie et Aktè. Les cités de la région forment au Ve siècle av. J.-C. la Ligue chalcidienne qui est intégrée à la Macédoine sous Philippe II. Depuis le VIIIe siècle av. J.-C., la Chalcidique est peuplée de colons originaires d'Eubée, la cité de Chalcis ayant donné son nom à la péninsule. Selon certains historiens, les Chalcidiens ne seraient pas venus d'Eubée, mais appartiendraient à une branche des Ioniens installés au Ier millénaire av. J.-C.

### Crestonie
La Crestonie (Κρηστωνία / Kréstônia) est une région située au nord de la Mygdonie. Elle a été annexée au royaume de Macédoine au début de la guerre du Péloponnèse.

### Édonide
L'Édonide (Ἠδωνίς / Édonis) est une région située au nord-est de la Macédoine. Elle fait d'abord partie de la Thrace avant d'être conquise par Philippe II au IVe siècle av. J.-C.

### Élimée
L'Élimée ou Élimiotide (Ἐλιμιώτις / Élimiôtis) est une région de Macédoine située le long du fleuve Aliakmon, à la frontière de la Thessalie. Cette région perd son indépendance en étant intégrée au royaume argéade au milieu du IVe siècle av. J.-C. De nombreux officiers d'Alexandre le Grand sont originaires de cette région.

### Émathie
L'Émathie (Ἠμαθία / Émathia) est une région historique de Macédoine située en Basse-Macédoine (aujourd'hui en Macédoine-Centrale grecque). Elle s'étend dans la plaine alluviale formée par le fleuve Axios, faisant face au golfe Thermaïque.

### Éordée
L'Éordée (Ἐορδαία / Eordia est une région de Macédoine, située en Haute-Macédoine. Les Éordes sont probablement des Thraco-Illyriens « indigènes ».

### Lyncestide
La Lyncestide (Λυγκηστίς / Lyncestis) est une région de Macédoine située à la frontière de l'Illyrie et de la Péonie, en Haute-Macédoine, aujourd'hui en Macédoine-Occidentale. C'est une principauté indépendante jusqu'à son intégration à la Macédoine au début du IVe siècle av. J.-C.

### Mygdonie
La Mygdonie (Μυγδονία / Μygdonia) est une région située en Basse-Macédoine (aujourd'hui en Macédoine-Centrale grecque), au nord du golfe Thermaïque. Elle fait partie à l'origine de la Thrace avant d'être intégrée au royaume de Macédoine.

### Odomantice
Après l'installation des Odomantes, un peuple apparenté aux Thraces ou aux Péoniens, le district prend le nom d'Odomantice. La région fait traditionnellement partie de la Thrace mais après son annexion par le royaume de Macédoine, elle est considérée comme faisant partie de la Macédoine.

### Orestide
L'Orestide ( Ὀρεστίς / Orestis) est une région de Macédoine située en Haute-Macédoine, aujourd'hui en Macédoine-Occidentale. À l'origine principauté indépendante, comme la Lyncestide, elle est rattachée à la Macédoine au milieu du IVe siècle av. J.-C.

### Pélagonie
La Pélagonie (Πελαγονíα / Pelagonía) est une région de Macédoine qui correspond actuellement, en partie, au sud-ouest de l'actuelle Macédoine du Nord. Elle est intégrée au royaume de Macédoine au milieu IVe siècle av. J.-C.

### Piérie
La Piérie (Πιερία / Piéria) est une région historique de Macédoine, située dans la partie sud de la Basse-Macédoine (aujourd'hui en Macédoine-Centrale grecque), dans une plaine au nord du mont Olympe. Les Pières, qui ont donné leur nom à la région, sont une tribu apparentée aux Thraces.

### Sintice
La Sintice (Σιντική / Syntiké) faisant partie de la Thrace mais qui a été annexée par le royaume de Macédoine au IVe siècle av. J.-C. Elle est située au nord de Bisaltie et de l'Odomantice, à l'ouest de la Crestonie et au sud de la Péonie. Son nom est dérivé des Sintiens qui sont décrits par Strabon comme étant des Thraces même si d'autres auteurs affirment qu'ils sont des Pélasges.

## Anatolie

Régions d'Anatolie antique. Les régions de peuplement grec sont indiquées en italique.

Au XIe siècle av. J.-C., des populations achéennes et doriennes s'établissent sur le littoral occidental de l'Anatolie (Ανατολία / Anatolia) (ou Asie Mineure) et se mêlent à des populations pré-helléniques. L'Ionie, l'Éolide et la Doride sont donc considérées comme des régions historiques du monde grec antique et forment la « Grèce d'Asie ». Elles ont été un temps soumises à l'empire perse. Les régions anatoliennes conquises par Alexandre le Grand ainsi que le royaume du Pont ne sont pas pris en compte ici.

### Doride
La Doride (Δωρίς / Dôris), qui ne doit pas être confondue avec la Doride de Grèce, est une région située au sud-ouest de la Carie en incluant Rhodes. Elle est ainsi nommée parce que des Doriens s'y sont installés à partir du XIe siècle av. J.-C. Six cités de Doride ont formé l'hexapole dorienne à l'époque archaïque.

### Éolide
L'Éolide (Αἰολίς / Aiolís) est une région située sur la côte nord-ouest de l'Anatolie entre la Troade et le fleuve Hermos sur le golfe de Smyrne, au sud de la Mysie. Au XIe siècle av. J.-C. des Éoliens venus de Thessalie s'y sont établis. Le centre politique et culturel de l'Éolide est l'île de Lesbos. Durant l'époque hellénistique, la cité la plus puissante de la région est Pergame, alors aux mains des Attalides.

### Ionie
L'Ionie (Ἰωνία / Iônia) est une région d'Anatolie peuplée par des Achéens au XIe siècle av. J.-C. qui se sont ensuite mêlés à des Doriens et des populations pré-helléniques.
Cette population est unie par un dialecte commun et un sanctuaire religieux, le Panionion. Aux époques archaïque et classique, elle fédère douze cités grecques du continent et des îles autour de la Confédération ionienne, dont principalement Éphèse et Milet ; Halicarnasse les rejoint par la suite. Elle a été un brillant foyer de la civilisation hellénique du VIIe au VIe siècle av. J.-C.

## Îles des mers Égée et Ionienne

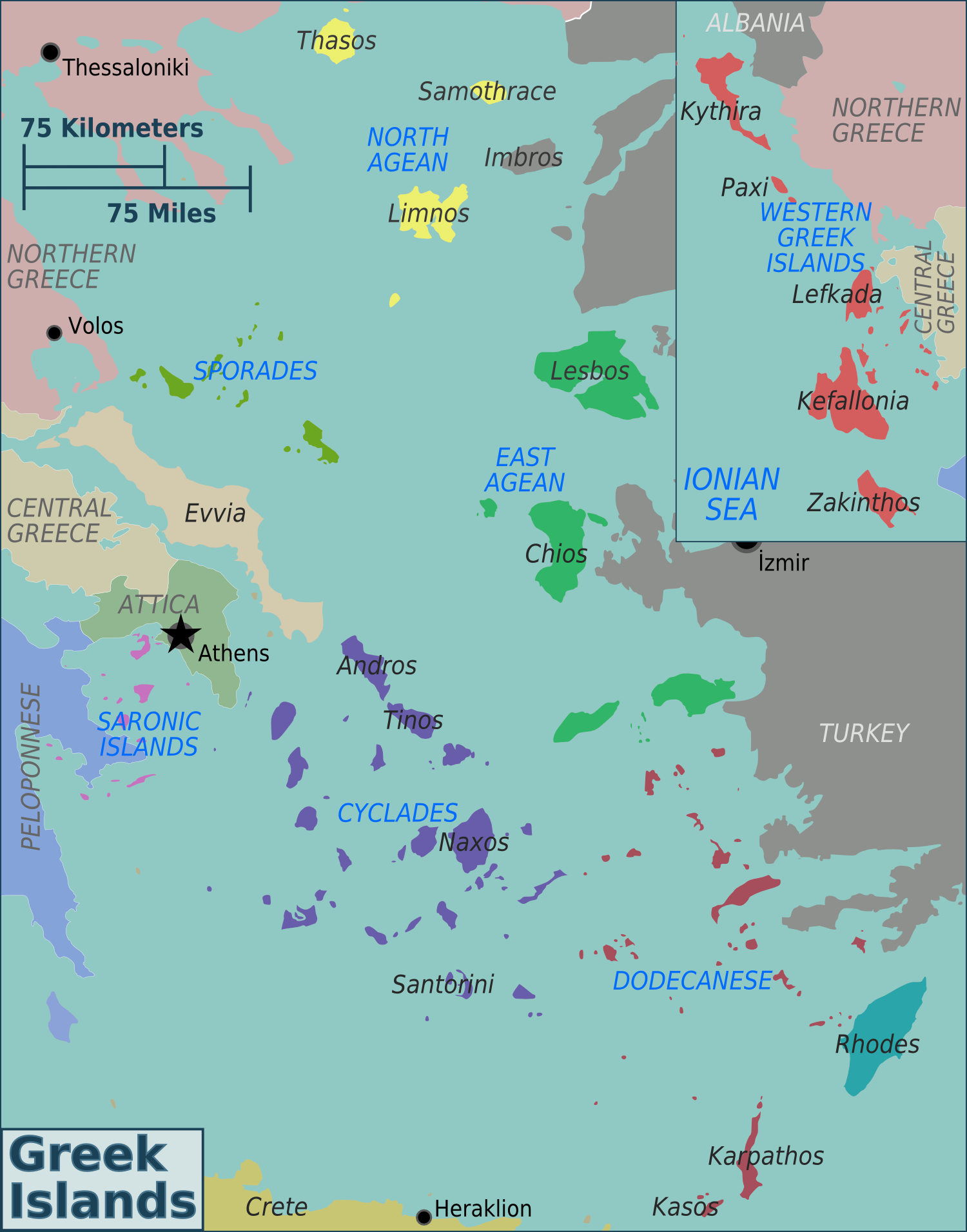
Îles de Grèce moderne.

La Grèce, antique comme moderne, compte un nombre considérable d'îles en mer Égée, dont les archipels des Cyclades et des Sporades, et en mer Ionienne. Les dix plus grandes îles sont dans l'ordre décroissant : la Crète, l'Eubée, Lesbos, Rhodes, Chios, Céphalonie, Corfou, Lemnos, Samos et Naxos.

## Sources antiques
- Diodore de Sicile, Bibliothèque historique [détail des éditions] [lire en ligne].
- Hérodote, Histoires [détail des éditions] [lire en ligne].
- Homère, Iliade [détail des éditions] [lire en ligne].
- Pausanias, Description de la Grèce [détail des éditions] [lire en ligne].
- Strabon, Géographie [détail des éditions] [lire en ligne].